# Albatros D.I
Az Albatros D.I egy német kétfedelű vadászrepülőgép volt, melyet az első világháború alatt használtak. Karrierje igen rövid volt, viszont az Albatros D sorozata alkotta a német és osztrák-magyar repülőszázadok gerincét a világháború utolsó két évében.

## Történet
Az első világháború kitörése után, 1914 augusztusában az Albatros kétüléses B és C típusú repülőgépei gyártására koncentrált. A háború előrehaladtával az ellenséges erők együléses vadászgépek fejlesztésébe kezdtek, hogy megvédjék a saját, és elpusztítsák az ellenséges felderítő gépeket. Ezek a repülőgépek főleg forgódugattyús motorokkal voltak fölszerelve; néhány viszont soros motorral rendelkezett, ezek viszont az elégséges lóerő megléte nélkül nem nyújtottak jó teljesítményt. A forgódugattyús motorok jó indítási és felszállási képességgel rendelkeztek, így alkalmasak voltak az ellenséges gépek elfogására, azonban a soros motorok sokkal megbízhatóbbak voltak, így a német pilóták egy erős soros motor kifejlesztését szorgalmazták, illetve az általánosan elterjedt egy géppuska helyébe két géppuska beépítését a repülőgépbe. Ez az új elgondolás a motorfejlesztés és gyártás felfutását és egy új vadászrepülőgép-típus létrejöttét eredményezte.

## Leírás

### Motor
Az Albatros D.I meghajtásáról a 160 lóerős Daimler Mercedes F–1466 vagy közismertebb nevén Mercedes D.III motor gondoskodott. A D.III közvetlen meghajtású, vízhűtéses, karburátoros, soros, hathengeres motor volt. Az üzemanyagtartályok közvetlenül a motor mögött kaptak helyet, közéjük tűzfalat nem építettek be. A hűtést a géptörzs két oldalára épített Windhoff radiátorok végezték, melyek a pilótafülke előtt helyezkedtek el. A motor hozzáférhetősége és karbantarthatósága korlátozott volt a zárt motorburkolat miatt, viszont a paneleket könnyen le lehetett szerelni és néhány nyílást is kialakítottak, például a karburátor megközelíthetősége végett. A motor egy kéttollú, fából készült propellert hajtott. A D.III igen megbízható motor volt, a teljesen feltöltött gépet maximálisan 175 km/h sebességre tudta gyorsítani, a 4000 méteres magasságot pedig 30 perc alatt érhették el vele.

### Fegyverzet
Az Albatros D.I fegyverzete két darab mereven beépített előretüzelő, Maxim-rendszerű 7,92 mm-es IMG 08/15 léghűtéses géppuska volt, melyek a propellerkörön keresztül tüzeltek egy speciális eszköz segítségével. Az IMG 08/15 a német hadsereg szabványos géppuskájának, az MG08-nak repülőgép-fedélzeti változata volt. A géppuska a 7,92×57 mm-es lőszert tüzelte. Az eredeti géppuska ugyan vízhűtéses volt, de annak nagy súlya miatt át kellett tervezni léghűtésesre. A köpenyt perforálták, és több fölösleges alkatrészt eltávolítottak az újonnan létrehozott fegyverből.
A géppuskák percenként maximálisan 450 lövedéket tüzeltek, viszont a tűzgyorsaság függött a motor sebességétől is. Az elsütőbillentyűk a kormányoszlop közepén helyezkedtek el, melyekkel együtt és külön-külön is lehetett a géppuskákat működtetni. A géppuskák závárzatát hozzáférhetővé tették a pilóta számára, hogy az felhúzhassa a fegyvereket, vagy megszüntesse az esetleges elakadásokat. A töltényhevederek a pilótafülke előtt elhelyezett rekeszekben kaptak helyet. Az üres töltényhüvelyek kihullottak a repülőgépből. A motorhoz hasonlóan a géppuskákat is ellátták burkolattal.

### Repülőgéptörzs
A repülőgéptörzs félig önhordó kialakítású. A külső burkolat a belső kerettel egybe van építve, így a szerkezet a külső terheléssel szemben sokkal ellenállóbb, így nincs szükség belső drótmerevítésre. A fából készült belső keret hat hossztartóból épült fel. A teljes keret sellakkal van bevonva. A külső burkolat 2–3 mm vastag furnérlemezből készült, melynek mindkét oldalát több rétegben sellakkal és lakkal kezelték.

### Pilótafülke
Az Albatros D.I pilótafülkéje magas falú, tojás alakú és nyitott tetejű volt, széleit dupla vastagságú fával és bélelt bőrrel erősítették meg. A pilótafülke elejére egy kis méretű szélvédőt helyeztek el. A pilótafülke belseje tágas volt és jól védte a pilótát az időjárás viszontagságaitól, ellentétben a brit és francia gépekkel. Mivel a pilótafülkét nem választották el tűzfallal a motortól, így a pilóták élvezhették annak hőjét.
A pilóta egy állítható ülésben foglalt helyet, biztonságáról négypontos biztonsági öv gondoskodott. A gép emelését és fordulását egy fémből készült botkormány végezte, ezen kapott helyet a két képpuska elsütőbillentyűje is, melyeket a pilóta hüvelykujjai segítségével üzemeltethetett.

## Üzemeltetők
Német Birodalom
- Luftstreitkräfte

## Műszaki adatok (D.I)

### Geometriai méretek és tömegadatok
- Hossz: 7,40 m
- Fesztávolság: 8,50 m
- Magasság: 2,95 m
- Szárnyfelület: 22,9 m²
- Üres tömeg: 647 kg
- Teljes tömeg: 898 kg

### Hajtóművek
- Hajtóművek száma: 1 darab
- Típusa: Mercedes D.III dugattyús motor
- Teljesítmény: 120 kW (160 LE)

### Repülési adatok
- Legnagyobb sebesség: 175 km/h
- Szolgálati csúcsmagasság: 5000 m
- Emelkedőképesség: 2,8 m/s

### Fegyverzet
- Géppuskák: két darab szinkronizált 7,92 mm-es IMG 08/15 géppuska

### Bibliográfia
- Bull, Peter. Albatros D.I–D.II. Osprey Publishing. ISBN 9781780965994

### Kapcsolódó fejlesztés
- Albatros D.II

### Hasonló repülőgépek
- Nieuport 11